# Juliane Bogner-Strauß
Juliane Bogner-Strauß ou Juliane Gertrude Bogner-Strauss, est une biologiste moléculaire autrichienne, biochimiste et femme politique membre du Parti populaire autrichien (ÖVP). Depuis octobre 2013, elle est professeure associée à l'Institut de biochimie de l'Université technique de Graz. Le 9 novembre 2017, elle devient Membre du Conseil national. Depuis le 18 décembre 2017, elle est ministre fédérale de la Famille et de la Jeunesse du gouvernement Kurz I.
Depuis juin 2018, elle est la marraine de l'initiative Starke Frauen. Starke Herzen, créée en 2017 pour l'éducation concernant les maladies cardiovasculaires, un projet visant à attirer davantage l’attention sur ces maladies.